# Кловерпорт (Кентаки)
Кловерпорт (енгл. Cloverport) град је у америчкој савезној држави Кентаки.

## Демографија
По попису из 2010. године број становника је 1.152, што је 104 (-8,3%) становника мање него 2000. године.
| Група             | 2000.         | 2010.         |
| Белци             | 1.205 (95,9%) | 1.111 (96,4%) |
| Афроамериканци    | 31 (2,5%)     | 14 (1,2%)     |
| Азијати           | 1 (0,1%)      | 0 (0,0%)      |
| Хиспаноамериканци | 11 (0,9%)     | 13 (1,1%)     |
| Укупно            | 1.256         | 1.152         |